# Doliocystis rhyncoboli
Doliocystis rhyncoboli is een soort in de taxonomische indeling van de Myzozoa, een stam van microscopische parasitaire dieren. Het organisme komt uit het geslacht Doliocystis en behoort tot de familie Lecudinidae. Doliocystis rhyncoboli werd in 1903 ontdekt door Crawley.